# Tragicomedia de Polidoro y Casandrina
La Tragicomedia de Polidoro y Casandrina es una obra celestinesca que ha llegado a nosotros solo a través de un manuscrito de la Biblioteca Real de Madrid.

## Manuscrito y cronología
Fue descubierta por Stefano Arata en dicha biblioteca en 1988. Arata, ya que el códice, autógrafo, no presenta título ni autor, la bautizó con el que todavía mantiene y situó su redacción en los años siguientes a 1564, ya que se menciona la conquista del peñón de Vélez de la Gomera por don García Álvarez de Toledo Osorio, IV marqués de Villafranca del Bierzo.

## Género
Se trata de una continuación de La Celestina, la quinta y última, en orden cronológico. Se aleja de sus predecesoras en cuestiones importantes. Posee muchos más personajes (dieciséis), algunas acciones simultáneas y personajes alegóricos (Fortuna y las tres Parcas); muchas situaciones parecen algo exageradas y paródicas, aunque posee una clara condición trágica asegurada por un hiperbólico desenlace lleno de muertes encadenadas; no hay cartas, una de las novedades de las continuaciones, y se abusa de una pedregosa erudición de acarreo, en lo que se vuelve al prototipo, y de los discursos y discusiones metafísicas, filosóficas, teológicas y doctrinales, en boca sobre todo de Galbaldo, la Fortuna y las Parcas. 

## Estructura y contenido
Su estructura está formada por textos preliminares (unos tercetos encadenados del «autor a los lectores escusándose de haber publicado la obra» y un prólogo recitado por el personaje alegórico de la Fortuna) y luego divide el diálogo en tres actos, cada uno subdividido en cinco "cenas" o escenas separadas por listas de personajes, como hace Sancho de Muñón, cuya obra demuestra conocer. El protagonista, Polidoro, es un rico soberbio y fatuo, posee una mina en las Indias y es tan engreído que cree incluso enamorada de él a la Fortuna y que tiene bajo su poder a las tres Parcas; eso lo vuelve una víctima ideal para criados y alcahuetas, pese a las advertencias de su buen ayo, el sermoneador Gabaldo, que desobedece. En la ribera del río se enamora de Casandrina y ella de él, pero esta no es mujer de alta condición social, sino una «cantonera» o prostituta clandestina, hija de una afamada hechicera y alcahueta salmantina, la Corneja, enemiga de que limite su amor solo a un hombre. 
Según Ana Vian Herrero, 
Hay una ideología antimercantil, parodia del sentimiento del honor, del pensamiento mágico, de la reclusión femenina, restauración del orden social aproblemático, refuerzo del clasismo en el amor —como en Lisandro y Roselia, como en la comedia del XVII—, defensa de los valores morales dominantes de la alta aristocracia, etc. Son indicio de gustos nuevos o de temas de nueva fortuna literaria